# Championnats d'Europe de karaté 2014
Les championnats d'Europe de karaté 2014 ont eu lieu du 1er au 4 mai 2014 à Tampere, en Finlande. Il s'agit de la 49e édition des championnats d'Europe de karaté senior organisés chaque année par la Fédération européenne de karaté et de la troisième ayant lieu dans le pays après celle de 1979 puis celle de 1995 à Helsinki.

## Résultats

### Épreuves individuelles

#### Kata
| Rang | Pays               | Karatéka            |
| ---- | ------------------ | ------------------- |
| 1    | Italie             | Mattia Busato       |
| 2    | Espagne            | Damián Quintero     |
| 3    | France             | Vu Duc Minh Dack    |
| 3    | Turquie            | Mehmet Yakan        |
| 5    | Allemagne          | Ilja Smorguner      |
| 5    | Danemark           | Christopher Rohde   |
| 7    | Lettonie           | Kirils Membo        |
| 7    | Portugal           | Luis Silva          |
| 9    | Bosnie-Herzégovine | Miralem Jasarspahic |

| Rang | Pays       | Karatéka            |
| ---- | ---------- | ------------------- |
| 1    | Italie     | Viviana Bottaro     |
| 2    | Espagne    | Yaiza Martin Abello |
| 3    | Turquie    | Dilara Bozan        |
| 3    | France     | Sandy Scordo        |
| 5    | Serbie     | Marija Madzarevic   |
| 5    | Portugal   | Patricia Cardoso    |
| 7    | Angleterre | Emma Lucraft        |
| 7    | Bulgarie   | Gergana Vitanova    |

#### Kumite

##### Kumitemasculin
| Rang | Pays               | Karatéka                 |
| ---- | ------------------ | ------------------------ |
| 1    | Macédoine          | Emil Pavlov              |
| 2    | Danemark           | Casper Lidegaard         |
| 3    | Pays-Bas           | Geoffrey Berens          |
| 3    | Espagne            | Matías Gómez García      |
| 5    | Allemagne          | Alexander Heimann        |
| 5    | France             | Sofiane Agoudjil         |
| 7    | Angleterre         | Christopher James Harris |
| 7    | Suisse             | Yannik Faes              |
| 9    | Albanie            | Orges Arifi              |
| 9    | Bosnie-Herzégovine | Edin Muslic              |

| Rang | Pays               | Karatéka                |
| ---- | ------------------ | ----------------------- |
| 1    | Angleterre         | Jordan Thomas           |
| 2    | Azerbaïdjan        | Niyazi Aliyev           |
| 3    | Hongrie            | Yves Martial Tadissi    |
| 3    | Italie             | Mauro Scognamiglio      |
| 5    | Autriche           | Stefan Pokorny          |
| 5    | Serbie             | Stefan Joksic           |
| 7    | Allemagne          | Ricardo Giegler         |
| 7    | Bosnie-Herzégovine | Suad Tabakovic          |
| 9    | République tchèque | Ondrej Kriz             |
| 9    | Grèce              | Dimitrios Triantafyllis |

| Rang | Pays        | Karatéka            |
| ---- | ----------- | ------------------- |
| 1    | Italie      | Luigi Busà          |
| 2    | Ukraine     | Stanislav Horuna    |
| 3    | France      | Davy Dona           |
| 3    | Turquie     | Serkan Yagci        |
| 5    | Slovaquie   | Matus Lieskovsky    |
| 5    | Angleterre  | Alton Brown         |
| 7    | Belgique    | Melvin Skopp        |
| 7    | Espagne     | Fernando Moreno Paz |
| 9    | Écosse      | Jamie Bradley       |
| 9    | Azerbaïdjan | Rafiz Hasanov       |

| Rang | Pays               | Karatéka           |
| ---- | ------------------ | ------------------ |
| 1    | Grèce              | Geórgios Tzános    |
| 2    | Turquie            | Gokhan Gunduz      |
| 3    | Bosnie-Herzégovine | Meris Muhovic      |
| 3    | Pays-Bas           | Timothy Petersen   |
| 5    | Serbie             | Milos Jovanovic    |
| 5    | Azerbaïdjan        | Aykhan Mamayev     |
| 7    | Allemagne          | Mehmet Bolat       |
| 7    | Albanie            | Alvin Karaqi       |
| 9    | Slovénie           | Haris Jahic        |
| 9    | Estonie            | Eduard Aleksandrov |

| Rang | Pays               | Karatéka               |
| ---- | ------------------ | ---------------------- |
| 1    | Turquie            | Enes Erkan             |
| 2    | Azerbaïdjan        | Shahin Atamov          |
| 3    | Serbie             | Slobodan Bitevic       |
| 3    | Allemagne          | Jonathan Horne         |
| 5    | Bosnie-Herzégovine | Admir Zukan            |
| 5    | Ukraine            | Yevhen Motovylin       |
| 7    | Danemark           | Philip Carlsen         |
| 7    | Croatie            | Vinko Ursic Glavanovic |
| 9    | République tchèque | Tomas Reich            |

##### Kumiteféminin
| Rang | Pays        | Karatéka                      |
| ---- | ----------- | ----------------------------- |
| 1    | Turquie     | Serap Özçelik                 |
| 2    | Autriche    | Bettina Plank                 |
| 3    | France      | Sophia Bouderbane             |
| 3    | Azerbaïdjan | Nurana Aliyeva                |
| 5    | Serbie      | Jelena Milivojcevic           |
| 5    | Grèce       | Eirini-Christina Kavakopoulou |
| 7    | Monténégro  | Ana Draskovic                 |
| 7    | Ukraine     | Kateryna Kryva                |
| 9    | Allemagne   | Duygu Bugur                   |

| Rang | Pays       | Karatéka             |
| ---- | ---------- | -------------------- |
| 1    | Italie     | Sara Cardin          |
| 2    | Luxembourg | Jennifer Warling     |
| 3    | France     | Emily Thouy          |
| 3    | Ukraine    | Zhanna Melnyk        |
| 5    | Croatie    | Jelena Kovačević     |
| 5    | Slovaquie  | Jana Vojtikevicova   |
| 7    | Espagne    | Marta Armentia Cerio |
| 7    | Turquie    | Tuba Yakan           |
| 9    | Angleterre | Carla Burkitt        |

| Rang | Pays               | Karatéka             |
| ---- | ------------------ | -------------------- |
| 1    | Croatie            | Ana Lenard           |
| 2    | Serbie             | Sanja Cvrkota        |
| 3    | Ukraine            | Anita Serogina       |
| 3    | Monténégro         | Jelena Maksimovic    |
| 5    | Autriche           | Stephanie Kaup       |
| 5    | Bosnie-Herzégovine | Marija Susac         |
| 7    | Slovaquie          | Ingrida Suchankova   |
| 7    | Norvège            | Maria Roll           |
| 9    | Géorgie            | Diana Darchiashvili  |
| 9    | Biélorussie        | Viktoriya Sadovskaya |

| Rang | Pays     | Karatéka                   |
| ---- | -------- | -------------------------- |
| 1    | Russie   | Inga Sheroziya             |
| 2    | Turquie  | Merve Çoban                |
| 3    | Croatie  | Ivona Tubic                |
| 3    | Espagne  | Cristina Vizcaino Gonzalez |
| 5    | Serbie   | Ivana Comagic              |
| 5    | Italie   | Chiara Zuanon              |
| 7    | Bulgarie | Aleksandra Stubleva        |
| 7    | Autriche | Alisa Buchinger            |
| 9    | Suisse   | Ramona Bruederlin          |

| Rang | Pays      | Karatéka              |
| ---- | --------- | --------------------- |
| 1    | Suisse    | Fanny Clavien         |
| 2    | France    | Nadège Ait-Ibrahim    |
| 3    | Espagne   | Laura Palacio         |
| 3    | Finlande  | Helena Kuusisto       |
| 5    | Croatie   | Anamarija Celan Bujas |
| 5    | Russie    | Vera Kovaleva         |
| 7    | Autriche  | Nathalie Reiter       |
| 7    | Slovaquie | Dominika Tatarova     |
| 9    | Chypre    | Avgoustina Stylianou  |

### Épreuves par équipes

#### Kata
| Rang | Pays      |
| ---- | --------- |
| 1    | Espagne   |
| 2    | Italie    |
| 3    | Croatie   |
| 3    | France    |
| 5    | Autriche  |
| 5    | Portugal  |
| 7    | Allemagne |

| Rang | Pays        |
| ---- | ----------- |
| 1    | Espagne     |
| 2    | Italie      |
| 3    | Croatie     |
| 3    | Biélorussie |
| 5    | Allemagne   |
| 5    | Serbie      |
| 7    | Danemark    |

#### Kumite
| Rang | Pays               |
| ---- | ------------------ |
| 1    | Azerbaïdjan        |
| 2    | Turquie            |
| 3    | Pays-Bas           |
| 3    | Allemagne          |
| 5    | Russie             |
| 5    | Serbie             |
| 7    | Hongrie            |
| 7    | Lettonie           |
| 9    | Bosnie-Herzégovine |

| Rang | Pays       |
| ---- | ---------- |
| 1    | Turquie    |
| 2    | Finlande   |
| 3    | Ukraine    |
| 3    | Croatie    |
| 5    | France     |
| 5    | Suisse     |
| 7    | Russie     |
| 7    | Monténégro |
| 9    | Roumanie   |

## Tableau des médailles
- Pays organisateur (Finlande)

| Rang | Nation             | Or | Argent | Bronze | Total |
| ---- | ------------------ | -- | ------ | ------ | ----- |
| 1    | Italie             | 4  | 2      | 1      | 7     |
| 2    | Turquie            | 3  | 3      | 3      | 9     |
| 3    | Espagne            | 2  | 2      | 3      | 7     |
| 4    | Azerbaïdjan        | 1  | 2      | 1      | 4     |
| 5    | Croatie            | 1  | 0      | 4      | 5     |
| 6    | Suisse             | 1  | 0      | 0      | 0     |
| 6    | Angleterre         | 1  | 0      | 0      | 0     |
| 6    | Grèce              | 1  | 0      | 0      | 0     |
| 6    | Macédoine          | 1  | 0      | 0      | 0     |
| 6    | Russie             | 1  | 0      | 0      | 0     |
| 11   | France             | 0  | 1      | 6      | 7     |
| 12   | Ukraine            | 0  | 1      | 3      | 4     |
| 13   | Serbie             | 0  | 1      | 1      | 2     |
| 13   | Finlande           | 0  | 1      | 1      | 2     |
| 15   | Autriche           | 0  | 1      | 0      | 1     |
| 15   | Danemark           | 0  | 1      | 0      | 1     |
| 15   | Luxembourg         | 0  | 1      | 0      | 1     |
| 18   | Pays-Bas           | 0  | 0      | 3      | 3     |
| 19   | Allemagne          | 0  | 0      | 2      | 2     |
| 20   | Bosnie-Herzégovine | 0  | 0      | 1      | 1     |
| 20   | Hongrie            | 0  | 0      | 1      | 1     |
| 20   | Monténégro         | 0  | 0      | 1      | 1     |
| 20   | Biélorussie        | 0  | 0      | 1      | 1     |